# پرچم نیوزیلند
پرچم نیوزیلند برای نخستین بار در ۲۴ مارس ۱۹۰۲ به رسمیت شناخته شد. به‌عنوان پرچم ملی و نشان استان شناخته می‌شود و همچنین دارای تناسب ۱:۲ می‌باشد. این پرچم دارای چهار ستاره در سمت راست می‌باشد. پرچم فعلی به دوره‌ای برمی‌گردد که نیوزیلند مستعمره بریتانیا بود.

## همه‌پرسی

پرچم همه‌پرسی ۲۰۱۵

مردم نیوزیلند در مارس ۲۰۱۶ در همه‌پرسی برای انتخاب پرچم جدید این کشور، رای به نگه‌داشتن پرچم فعلی دادند. در این همه‌پرسی از مردم پرسیده شد آیا پرچم فعلی که شامل پرچم بریتانیا (یونیون جک) همراه با چهار ستاره است باید با پرچم جدیدی که منقوش به سرخس نیوزیلندی است، عوض شود.
۵۶.۶ درصد رای‌دهندگان گفتند پرچم فعلی نباید عوض شود و ۴۳.۱ درصد رای به تغییر دادند. ۲.۱ میلیون نفر در این رای‌گیری شرکت کردند. جان کی، نخست‌وزیر نیوزیلند به نفع پرچم جدید تبلیغ کرده بود اما گفته بود همه باید رای مردم را بپذیرند.

## تاریخچه
دقیقا مثل آمریکا :///